# Azepano
El azepano, también llamado hexametilenimina, homopiperidina y azacicloheptano, es un compuesto orgánico de fórmula molecular C6H13N. Su estructura química corresponde a una amina heterocíclica saturada de siete miembros.

## Características físicas y químicas
A temperatura ambiente, el azepano es un líquido incoloro con olor amoniacal.
Tiene su punto de ebullición a 138 °C y su punto de fusión a -37 °C. Menos denso que el agua (ρ = 0,864 g/cm³), es muy soluble en etanol y éter etílico, siendo menos soluble en agua (32 g/L). Así, el valor del logaritmo de su coeficiente de reparto, logP = 1,50, indica una solubilidad mayor en disolventes apolares que en disolventes polares.
El azepano es un compuesto básico cuyo pKa = 11,07. Por ello, neutraliza ácidos en reacciones exotérmicas formando sales y agua. Al combinarse con agentes reductores fuertes como hidruros, puede generar hidrógeno gaseoso.

## Síntesis y usos
El azepano se sintetiza a partir de la 1,6-hexanodiamina en una reacción que tiene lugar a una temperatura de 80 °C - 150 °C, a una presión de 30 mmHg - 8 kg/cm², en ausencia de hidrógeno y en un disolvente inerte —como agua, alcoholes alifáticos o trietilamina— utilizando como catalizador níquel o cobalto. El producto ha de irse retirando según se forma.
La anterior síntesis puede también llevarse a cabo usando como catalizador vanadato amónico en alúmina activada, a una temperatura de 350 °C.
Otras vías para obtener azepano son por reducción del 1,6-hexanodiol, o por reacción entre 1,6-hexanodiamina, 1-hexanamina y bis(6-aminohexil)amina. Esta último procedimiento se efectúa a 180 - 300  °C, elevada presión y empleando un catalizador de hierro, obtenido por reducción de óxidos de hierro con hidrógeno a 500 °C.
La ε-caprolactama también se ha utilizado como precursor del azepano, en una reacción que se sirve de un catalizador bimetálico.
El azepano aparece como producto de degradación del herbicida molinato, empleado para el control de malas hierbas de 
hoja ancha así como para gramíneas en arrozales.

## Precauciones
El azepano es un compuesto inflamable que al arder desprende óxidos de nitrógeno tóxicos. Su punto de inflamabilidad es 22 °C.
La inhalación de vapor de azepano irrita las vías respiratorias; a elevadas concentraciones puede provocar trastornos en el sistema nervioso central. Su ingestión ocasiona quemaduras de la boca y el estómago, mientras que el contacto con vapor concentrado puede causar graves lesiones oculares.